# Campeonato de Ascenso de Fútbol (Bolivia)
El Campeonato de Ascenso del fútbol boliviano, cuyas ediciones son denominadas como «Copa Simón Bolívar», es el segundo torneo en jerarquía detrás del Campeonato Boliviano que otorga al campeón el derecho de participar al siguiente año en la Primera División y al subcampeón la posibilidad de jugar un indirecto con el penúltimo de la Primera División para ascender a la máxima categoría.

## Historia
En 1989 las asociaciones departamentales se reagruparon fundando la Asociación Nacional de Fútbol (afiliada a la FBF, junto con la LFPB) y reanudaron la realización de la Copa Simón Bolívar. En 1993, la ANF y la LFPB llegaron a un acuerdo para que la Copa Simón Bolívar funcione como campeonato promocional del fútbol boliviano. Desde entonces el campeón de la Copa Simón Bolívar asciende a la LFPB en lugar del peor equipo de esta (ascenso directo) y el subcampeón de la Copa Simón Bolívar juega una serie contra el segundo peor equipo de la LFPB, cuyo ganador jugará la próxima temporada en la LFPB (ascenso indirecto).
En este periodo de tiempo el formato consistió de 18 equipos (2 de cada asociación departamental) jugando en grupos o en eliminación directa. La última edición de la Copa bajo este nombre fue la de 2010.

#### Símon Bolívar Nacional B (2011 - 2015) ANF y LFPB
A partir de la reestructuración del fútbol boliviano, desde la temporada 2011/12, se modifica el nombre y el formato de la Copa Simón Bolívar a Campeonato Simón Bolívar Nacional B con el objetivo de tener un torneo que dure 1 año. En 2011 se crea el Torneo Nacional Interprovincial y en 2012 la Copa Bolivia también como torneos de segunda división, ambos clasificatorios al Nacional B.
Se dio el cambio de nombre debido a que la LFPB y la ANF llegaron a un acuerdo dado que, cuando un club perdía la categoría de la primera división descendía directamente a su asociación (tercera división), debía ganar su torneo local en los primeros seis meses y esperar a la Copa Simón Bolívar (segunda división) en los últimos cuatro meses del año para tratar de ascender a primera división. Como en junio de 2010 se dio la reestructuración del fútbol boliviano se quedó que el torneo de segunda división dure 1 año, para solucionar este problema, la LFPB propuso apoyar económicamente a la ANF para que sus clubes participen directamente en la Copa Simón Bolívar, ya que caso contrario cualquier club que descendiera debía esperar al menos 1 año para jugar el torneo de segunda división. La ANF aceptó el apoyo económico de la LFPB y se creó el torneo Símon Bolívar Nacional B. Este torneo se disputó con normalidad durante 5 años.

#### Copa Símon Bolívar (2016 - Actualidad) ANF
En 2016 la LFPB corta el apoyo económico a la ANF, se rompen relaciones entre ambas instituciones, y la ANF decide modificar el torneo solamente a Copa Símon Bolívar con la particularidad de que ya no aceptarón directamente a los clubes que descendieron de la LFPB, es decir se volvió al sistema antiguo. Esta situación fue fuertemente criticada por Ciclón ya que le correspondía jugar la Copa Simón Bolívar 2016-17 por descender de la LFPB, inicialmente no fue inscrito en la convocatoria, aunque finalmente fue invitado por la ANF para igualar el número de clubes en el torneo.
En 2017 se realizó un torneo corto para definir el ascenso de un nuevo equipo, ya que la LFPB aumentó el número de clubes a 14.
A partir de 2018, La Copa Simón Bolívar se disputó nuevamente en los últimos cuatro meses del año con los campeones y subcampeones de las 9 asociaciones, el campeón provincial y sin la presencia de los clubes que descendieron de la LFPB, salvo que sean campeón o subcampeón de su torneo local.

## Historial

### Campeonato experimental
| Temporada | Campeón          | Subcampeón  | DT Campeón       |
| --------- | ---------------- | ----------- | ---------------- |
| 1979      | 31 de Octubre(1) | Ferroviario | Wilfredo Camacho |

### Copa Simón Bolívar
Nota: Nombres de clubes según la época. Entre paréntesis, veces que ha sido campeón el club.
|  | Ascendidos de forma directa.                   |
|  | Ascendido por Play-Off o partido de promoción. |

| N.º                             | Temporada | Campeón                  | Resultado              | Subcampeón              | Tercer lugar      | DT Campeón                                            | Goleador                        | Notas                                                                                     |
| ------------------------------- | --------- | ------------------------ | ---------------------- | ----------------------- | ----------------- | ----------------------------------------------------- | ------------------------------- | ----------------------------------------------------------------------------------------- |
| 1.ª                             | 1989      | Enrique Happ             | ¿?                     | Universidad Cruceña     | -----             | Raúl Vera                                             |                                 | Renunció al ascenso                                                                       |
| 2.ª                             | 1990      | Universidad Cruceña (1)  | ¿?                     | Naval Mamoré            | -----             | Vidal Ibáñez                                          |                                 | Renunció al ascenso                                                                       |
| 3.ª                             | 1991      | Enrique Happ             | ¿?                     | Guabirá                 | -----             | Raúl Vera                                             |                                 | Renunció al ascenso                                                                       |
| 4.ª                             | 1992      | Enrique Happ (3)         | ¿?                     | Universidad Católica    | -----             | Raúl Vera                                             |                                 | Récord de campeonatos consecutivos. Renunció al ascenso                                   |
| 5.ª                             | 1993      | Real Santa Cruz (1)      | 6:0 3:1                | Estudiantes Frontanilla | -----             | Antonio Batista                                       |                                 | Primer equipo que ascendió a la Primera División                                          |
| 6.ª                             | 1994      | Stormers SC (1)          | 0:3 5:0                | Always Ready            | -----             | Jorge Araneda                                         |                                 |                                                                                           |
| 7.ª                             | 1995      | Deportivo Municipal (1)  | 2:1 5:1                | Chaco Petrolero         | -----             | Uber Acosta                                           |                                 |                                                                                           |
| 8.ª                             | 1996      | Blooming (1)             | 2:2 4:2                | Universidad Cruceña     | -----             | Walter Roque                                          | Víctor Hugo Antelo (14 goles)   |                                                                                           |
| 9.ª                             | 1997      | Real Potosí (1)          | 6:2 2:1                | Universitario           | -----             | Antonio Ortega                                        |                                 |                                                                                           |
| 10.ª                            | 1998      | Unión Central (1)        | 1:0 1:1                | Atlético Pompeya        | -----             | Fernando Salinas                                      |                                 |                                                                                           |
| 11.ª                            | 1999      | Atlético Pompeya (1)     | 1:3 6:0                | Mariscal Braun          | -----             | Adolfo Flores                                         |                                 |                                                                                           |
| 12.ª                            | 2000      | Iberoamericana (1)       | 1:3 2:0 (6:5 pen.)     | Aurora                  | -----             | Abdúl Aramayo                                         |                                 |                                                                                           |
| 13.ª                            | 2001      | San José (1)             | 4:3 2:3 (6:5 pen.)     | 1.º de Mayo             | -----             | Ramiro Vargas                                         |                                 |                                                                                           |
| 14.ª                            | 2002      | Aurora                   | 1:4 5:1                | Fancesa                 | -----             | Ricardo Fontana                                       |                                 |                                                                                           |
| 15.ª                            | 2003      | La Paz FC (1)            | 2:2 0:0 (5:4 pen.)     | Real Santa Cruz         | -----             | Félix Berdeja                                         | Ronald Justiniano (14 goles)    |                                                                                           |
| 16.ª                            | 2004      | Destroyer's (1)          | 2:1 3:1                | 1.º de Mayo             | -----             | David Avilés                                          |                                 |                                                                                           |
| 17.ª                            | 2005      | Universitario (USFX) (1) | 2:0 6:1                | Guabirá                 | -----             | Javier Vega                                           |                                 |                                                                                           |
| 18.ª                            | 2006      | Real Mamoré (1)          | Hexagonal final        | Ciclón                  | -----             | Claudio Martínez                                      | Juan Maraude (15 goles)         |                                                                                           |
| 19.ª                            | 2007      | Guabirá                  | 2:1 0:2 0:0 (4:3 pen.) | Nacional Potosí         | -----             | Ricardo Fontana                                       |                                 |                                                                                           |
| 20.ª                            | 2008      | Nacional Potosí          | 3:0 4:0                | 1.º de Mayo             | -----             | Víctor Hugo Andrada                                   |                                 |                                                                                           |
| 21.ª                            | 2009      | Guabirá                  | 2:1 2:3*               | Ciclón                  | -----             | José Enrique Peña                                     | Gonzalo Acosta (16 goles)       | Ciclón perdió el partido de vuelta por hacer actuar cinco jugadores extranjeros en cancha |
| 22.ª                            | 2010      | Nacional Potosí (2)      | 2:0 1:0                | Real América            | -----             | Martín Menacho, Carlos Camacho y Luis Eduardo Galarza | Derlis Paredes (8 goles)        |                                                                                           |
| Torneo Simón Bolívar Nacional B |           |                          |                        |                         |                   |                                                       |                                 |                                                                                           |
| 23.ª                            | 2011/12   | Petrolero (1)            | 3:1                    | Destroyer's             | Jorge Wilstermann | Gustavo Romanello                                     | Gróber Cuéllar (9 goles)        | Modificación del nombre y formato del torneo                                              |
| 24.ª                            | 2012/13   | Guabirá                  | Hexagonal final        | Sport Boys              | Ciclón            | Claudio Chacior                                       | Juan Maraude                    |                                                                                           |
| 25.ª                            | 2013/14   | Universitario (UAP) (1)  | Hexagonal final        | Petrolero               | García Agreda     | Miguel Mercado                                        | Josué de Souza                  |                                                                                           |
| 26.ª                            | 2014/15   | Ciclón (1)               | Hexagonal final        | Atlético Bermejo        | Guabirá           | Víctor Hugo Andrada                                   | Leandro Vogliotti (16 goles)    |                                                                                           |
| 27.ª                            | 2015/16   | Guabirá (4)              | 1:0                    | Universitario del Beni  | -----             | Federico Justiniano                                   | Francescoly Bejarano (12 goles) |                                                                                           |
| Copa Simón Bolívar              |           |                          |                        |                         |                   |                                                       |                                 |                                                                                           |
| 28.ª                            | 2016/17   | Aurora (2)               | 2:2 1:0                | Destroyer's             | -----             | Roberto Pérez                                         | Matías Vicedo (10 goles)        | Modificación del nombre y formato del torneo                                              |
| 29.ª                            | 2017      | Royal Pari (1)           | 1:1 6:2                | Deportivo Kala          | -----             | David de la Torre                                     | Anderson Gonzaga (15 goles)     |                                                                                           |
| 30.ª                            | 2018      | Always Ready (1)         | 0:1 5:0 3:0            | Avilés Industrial FC    | -----             | David de la Torre                                     | Primo Romero (15 goles)         |                                                                                           |
| 31.ª                            | 2019      | Atlético Palmaflor (1)   | 1:0 2:0                | Real Santa Cruz         | -----             | Humberto Viviani                                      | Juan Carlos Silos (16 goles)    |                                                                                           |
| 32.ª                            | 2020      | Real Tomayapo (1)        | 1:3 1:0 (4:3 pen.)     | Independiente Petrolero | -----             | Horacio Pacheco                                       | Maximiliano Martínez (13 goles) |                                                                                           |
| 33.ª                            | 2021      | FC Universitario (1)     | 1:0 1:1                | Universitario (USFX)    | -----             | Marcelo Claros                                        | Adalid Aceituno (14 goles)      |                                                                                           |
| 34.ª                            | 2022      | Vaca Díez (1)            | 2:2 (4:2 pen.)         | Libertad Gran Mamoré    | -----             | Carlos Hurtado                                        | Thabiso Brown (12 goles)        |                                                                                           |
| 35.ª                            | 2023      | Gualberto Villarroel (1) | 1:0 0:1 (4:2 pen.)     | San Antonio Bulo Bulo   | -----             | Eduardo Villegas                                      | Roler Ferrufino (19 goles)      |                                                                                           |
| 36.ª                            | 2024      | ABB (1)                  | 0:2 3:0                | CDT Real Oruro          | -----             | David Condori                                         | Ulises Navarro (25 goles)       |                                                                                           |

## Palmarés

### Títulos por equipo
| Club                        | Campeonatos                      | Subcampeonatos       |
| --------------------------- | -------------------------------- | -------------------- |
| Guabirá                     | 4 (2007, 2009, 2012/13, 2015/16) | 2 (1991, 2005)       |
| Enrique Happ                | 3 (1989, 1991, 1992)             | -                    |
| Nacional Potosí             | 2 (2008, 2010)                   | 1 (2007)             |
| Aurora                      | 2 (2002, 2016/17)                | 1 (2000)             |
| Universidad Cruceña         | 1 (1990)                         | 2 (1989, 1996)       |
| Ciclón                      | 1 (2014/15)                      | 2 (2006, 2009)       |
| Destroyer's                 | 1 (2004)                         | 2 (2011/12, 2016/17) |
| Real Santa Cruz             | 1 (1993)                         | 2 (2003, 2019)       |
| Atlético Pompeya            | 1 (1999)                         | 1 (1998)             |
| Petrolero                   | 1 (2011/12)                      | 1 (2013/14)          |
| Always Ready                | 1 (2018)                         | 1 (1994)             |
| Universitario (USFX)        | 1 (2005)                         | 1 (2021)             |
| 31 de Octubre               | 1 (1979)                         | -                    |
| Stormers                    | 1 (1994)                         | -                    |
| Deportivo Municipal         | 1 (1995)                         | -                    |
| Blooming                    | 1 (1996)                         | -                    |
| Real Potosí                 | 1 (1997)                         | -                    |
| Unión Central               | 1 (1998)                         | -                    |
| Iberoamericana              | 1 (2000)                         | -                    |
| San José                    | 1 (2001)                         | -                    |
| La Paz F. C.                | 1 (2003)                         | -                    |
| Real Mamoré                 | 1 (2006)                         | -                    |
| Universitario (UAP)         | 1 (2013/14)                      | -                    |
| Royal Pari                  | 1 (2017)                         | -                    |
| Palmaflor                   | 1 (2019)                         | -                    |
| Real Tomayapo               | 1 (2020)                         | -                    |
| Universitario de Vinto      | 1 (2021)                         | -                    |
| Vaca Díez                   | 1 (2022)                         | -                    |
| Gualberto Villarroel        | 1 (2023)                         | -                    |
| ABB                         | 1 (2024)                         | -                    |
| 1.º de Mayo                 | -                                | 3 (2001, 2004, 2008) |
| Naval Mamoré                | -                                | 1 (1990)             |
| Universidad Católica        | -                                | 1 (1992)             |
| Estudiantes Frontanilla     | -                                | 1 (1993)             |
| Chaco Petrolero             | -                                | 1 (1995)             |
| Universitario de Cochabamba | -                                | 1 (1997)             |
| Mariscal Braun              | -                                | 1 (1999)             |
| Fancesa                     | -                                | 1 (2002)             |
| Real América                | -                                | 1 (2010)             |
| Sport Boys Warnes           | -                                | 1 (2012/13)          |
| Atlético Bermejo            | -                                | 1 (2014/15)          |
| Universitario del Beni      | -                                | 1 (2015/16)          |
| Deportivo Kala              | -                                | 1 (2017)             |
| Avilés Industrial           | -                                | 1 (2018)             |
| Independiente Petrolero     | -                                | 1 (2020)             |
| Libertad Gran Mamoré        | -                                | 1 (2022)             |
| San Antonio Bulo Bulo       | -                                | 1 (2023)             |
| CDT Real Oruro              | -                                | 1 (2024)             |

### Por departamento
| Departamento | Títulos | Subtítulos | Clubes campeones                                                                                         | Clubes subcampeones |
| ------------ | ------- | ---------- | --- | --- |
| Santa Cruz   | 9       | 11         | Guabirá (4), Real Santa Cruz (1), Blooming (1), Destroyers (1), Universidad Cruceña (1), Royal Pari (1). | Guabirá (2), Destroyers (2), Universidad Cruceña (2), Real Santa Cruz (2), Real América (1), Sport Boys Warnes (1), Ferroviario (1) |
| Cochabamba   | 7       | 3          | Enrique Happ (3), Aurora (2), Atlético Palmaflor (1), Universitario de Vinto (1).                        | Aurora (1), Universitario de Cochabamba (1), San Antonio Bulo Bulo (1).                                                             |
| La Paz       | 6       | 4          | Iberoamericana (1), La Paz (1), Municipal (1), Always Ready (1), 31 de Octubre (1), ABB (1).             | Universidad Católica (1), Always Ready (1), Chaco Petrolero (1), Mariscal Braun (1)                                                 |
| Tarija       | 4       | 5          | Ciclón (1), Petrolero (1), Unión Tarija (1), Real Tomayapo (1).                                          | Ciclón (2), Petrolero (1), Atlético Bermejo (1), Avilés Industrial (1).                                                             |
| Potosí       | 3       | 1          | Nacional Potosí (2), Real Potosí (1).                                                                    | Nacional Potosí (1). |
| Beni         | 2       | 7          | Atlético Pompeya (1), Real Mamoré (1).                                                                   | 1° de Mayo (3), Atlético Pompeya (1), Universitario del Beni (1), Naval Mamoré (1), Libertad Gran Mamoré (1).                       |
| Chuquisaca   | 2       | 3          | Stormers (1), Universitario de Sucre (1).                                                                | Fancesa (1), Independiente Petrolero (1), Universitario de Sucre (1).                                                               |
| Oruro        | 2       | 3          | San José (1), Gualberto Villarroel (1).                                                                  | Estudiantes Frontanilla (1), Deportivo Kala (1), Totora Real Oruro (1).                                                             |
| Pando        | 2       | 0          | Universitario de Pando (1), Vaca Díez (1).                                                               | |

## Clasificación general
| Pos.  | Equipo                      | Departamento | Temp. | Tít. | Pts. |
| ----- | --------------------------- | ------------ | ----- | ---- | ---- |
| 1.º   | Universitario Beni          | Beni         | 24    | 0    | 252  |
| 2.º   | Ciclón                      | Tarija       | 16    | 1    | 250  |
| 3.º   | Fancesa                     | Chuquisaca   | 24    | 0    | 240  |
| 4.º   | Destroyers                  | Santa Cruz   | 10    | 1    | 229  |
| 5.º   | Guabirá                     | Santa Cruz   | 9     | 4    | 221  |
| 6.º   | Atlético Bermejo            | Tarija       | 11    | 0    | 196  |
| 7.º   | Universitario Sucre         | Chuquisaca   | 13    | 1    | 189  |
| 8.º   | Aurora                      | Cochabamba   | 12    | 2    | 182  |
| 9.º   | Enrique Happ                | Cochabamba   | 18    | 3    | 176  |
| 10.º  | FATIC                       | La Paz       | 8     | 0    | 168  |
| 11.º  | Universidad                 | Santa Cruz   | 16    | 1    | 162  |
| 12.º  | García Agreda               | Tarija       | 11    | 0    | 161  |
| 13.º  | Vaca Díez                   | Pando        | 17    | 1    | 156  |
| 14.º  | ABB                         | La Paz       | 10    | 1    | 150  |
| 15.º  | Petrolero Yacuiba           | Tarija       | 5     | 1    | 149  |
| 16.º  | EM Huanuni                  | Oruro        | 9     | 0    | 134  |
| 17.º  | Independiente Petrolero     | Chuquisaca   | 8     | 0    | 128  |
| 18.º  | Real Santa Cruz             | Santa Cruz   | 7     | 1    | 127  |
| 19.º  | Primero de Mayo Beni        | Beni         | 12    | 0    | 125  |
| 20.º  | Oruro Royal                 | Oruro        | 11    | 0    | 121  |
| 21.º  | Real Potosí                 | Potosí       | 8     | 1    | 118  |
| 22.º  | Nacional Potosí             | Potosí       | 8     | 2    | 117  |
| 23.º  | Mariscal Braun              | La Paz       | 13    | 0    | 113  |
| 24.º  | Torre Fuerte                | Santa Cruz   | 6     | 0    | 113  |
| 25.º  | Stormers San Lorenzo        | Potosí       | 9     | 0    | 107  |
| 26.º  | Stormers                    | Chuquisaca   | 10    | 1    | 101  |
| 27.º  | CDT Real Oruro              | Oruro        | 3     | 0    | 100  |
| 28.º  | Ciudad Nueva Santa Cruz     | Santa Cruz   | 3     | 0    | 99   |
| 29.º  | Wilstermann Cooperativas    | Potosí       | 9     | 0    | 99   |
| 30.º  | Always Ready                | La Paz       | 5     | 1    | 94   |
| 31.º  | Universitario Tarija        | Tarija       | 8     | 0    | 94   |
| 32.º  | SURCAR                      | Oruro        | 6     | 0    | 84   |
| 33.º  | Mariscal Sucre              | Pando        | 6     | 0    | 83   |
| 34.º  | Quebracho Villamontes       | Tarija       | 6     | 0    | 81   |
| 35.º  | Municipal Tiquipaya         | Cochabamba   | 5     | 0    | 81   |
| 36.º  | Ramiro Castillo             | La Paz       | 3     | 0    | 78   |
| 37.º  | Universitario Vinto         | Cochabamba   | 3     | 1    | 78   |
| 38.º  | Libertad Gran Mamoré        | Beni         | 4     | 0    | 70   |
| 39.º  | Unión Maestranza Viacha     | La Paz       | 9     | 0    | 70   |
| 40.º  | Universitario Pando         | Pando        | 6     | 1    | 69   |
| 41.º  | San Antonio Bulo Bulo       | Cochabamba   | 2     | 0    | 63   |
| 42.º  | Alianza Beni                | Beni         | 3     | 0    | 63   |
| 43.º  | 24 de Septiembre            | Santa Cruz   | 3     | 0    | 60   |
| 44.º  | Royal Pari                  | Santa Cruz   | 2     | 1    | 59   |
| 45.º  | Chaco Petrolero             | La Paz       | 9     | 0    | 57   |
| 46.º  | Real Tomayapo               | Tarija       | 2     | 1    | 56   |
| 47.º  | Atlético Pompeya            | Beni         | 4     | 1    | 52   |
| 48.º  | Universitario San Simón     | Cochabamba   | 8     | 0    | 52   |
| 49.º  | Municipal Tarija            | Tarija       | 5     | 0    | 51   |
| 50.º  | Deportivo Alemán            | Chuquisaca   | 4     | 0    | 51   |
| 51.º  | Gualberto Villarroel SJ     | Oruro        | 1     | 1    | 50   |
| 52.º  | Unión Central               | Tarija       | 5     | 1    | 48   |
| 53.º  | Ingenieros Oruro            | Oruro        | 12    | 0    | 47   |
| 54.º  | Real América                | Santa Cruz   | 2     | 0    | 46   |
| 55.º  | Nueva Santa Cruz            | Santa Cruz   | 1     | 0    | 46   |
| 56.º  | Atlético Palmaflor          | Cochabamba   | 1     | 1    | 45   |
| 57.º  | Independiente Quillacollo   | Cochabamba   | 5     | 0    | 44   |
| 58.º  | Deportivo Kivón             | Beni         | 4     | 0    | 44   |
| 59.º  | Avilés Industrial           | Tarija       | 1     | 0    | 44   |
| 60.º  | Gatty Ribeiro               | Pando        | 2     | 0    | 43   |
| 61.º  | Esparta                     | Cochabamba   | 4     | 0    | 42   |
| 62.º  | Rosario Central Potosí      | Potosí       | 6     | 0    | 42   |
| 63.º  | San Lorenzo Beni            | Beni         | 3     | 0    | 40   |
| 64.º  | Sport Boys Warnes           | Santa Cruz   | 1     | 0    | 39   |
| 65.º  | Flamengo                    | Chuquisaca   | 3     | 0    | 38   |
| 66.º  | Cochabamba FC               | Cochabamba   | 3     | 0    | 38   |
| 67.º  | La Paz FC                   | La Paz       | 5     | 1    | 37   |
| 68.º  | 3 de Febrero Riberalta      | Beni         | 2     | 0    | 37   |
| 69.º  | Real Mamoré                 | Beni         | 3     | 1    | 36   |
| 70.º  | Nacional Sucre              | Chuquisaca   | 2     | 0    | 36   |
| 71.º  | San José                    | Oruro        | 2     | 1    | 33   |
| 72.º  | Litoral                     | La Paz       | 3     | 0    | 33   |
| 73.º  | Universitario Potosí        | Potosí       | 11    | 0    | 33   |
| 74.º  | Deportivo Cristal           | Oruro        | 4     | 0    | 32   |
| 75.º  | Calleja                     | Santa Cruz   | 2     | 0    | 32   |
| 76.º  | Pasión Celeste              | Cochabamba   | 2     | 0    | 32   |
| 77.º  | Deportivo Shalón            | Oruro        | 2     | 0    | 31   |
| 78.º  | Wilstermann                 | Cochabamba   | 1     | 0    | 29   |
| 79.º  | Deportivo Kala              | Oruro        | 1     | 0    | 29   |
| 80.º  | Atlético Sucre              | Chuquisaca   | 3     | 0    | 29   |
| 81.º  | Mojocoya FC                 | Chuquisaca   | 2     | 0    | 29   |
| 82.º  | Estudiantes Frontanilla     | Oruro        | 10    | 0    | 28   |
| 83.º  | Guaraní                     | Chuquisaca   | 3     | 0    | 28   |
| 84.º  | Amanecer Vinto              | Cochabamba   | 1     | 0    | 28   |
| 85.º  | Municipal                   | La Paz       | 2     | 1    | 27   |
| 86.º  | Nacional Senac              | Tarija       | 3     | 0    | 27   |
| 87.º  | Ferrocarril Palmeiras       | Potosí       | 2     | 0    | 26   |
| 88.º  | Nueva Cliza                 | Cochabamba   | 4     | 0    | 26   |
| 89.º  | Municipalidad Yacuiba       | Tarija       | 2     | 0    | 25   |
| 90.º  | Río San Juan Humi Villazón  | Potosí       | 1     | 0    | 24   |
| 91.º  | Millonarios Vinto           | Cochabamba   | 1     | 0    | 23   |
| 92.º  | 31 de Octubre               | La Paz       | 2     | 1    | 22   |
| 93.º  | Hiska Nacional              | La Paz       | 2     | 0    | 22   |
| 94.º  | Atlético Juniors            | Santa Cruz   | 1     | 0    | 22   |
| 95.º  | Deportivo Cooper            | Santa Cruz   | 3     | 0    | 22   |
| 96.º  | Deportivo Zuraca            | La Paz       | 2     | 0    | 22   |
| 97.º  | Royal Obrero                | Tarija       | 3     | 0    | 22   |
| 98.º  | PSJ La Palmera              | Beni         | 3     | 0    | 21   |
| 99.º  | Municipal Potosí            | Potosí       | 11    | 0    | 21   |
| 100.º | Real Mizque                 | Cochabamba   | 2     | 0    | 20   |
| 101.º | Blooming                    | Santa Cruz   | 1     | 1    | 19   |
| 102.º | Municipal Braniff           | Santa Cruz   | 5     | 0    | 19   |
| 103.º | Independiente Tarija        | Tarija       | 5     | 0    | 19   |
| 104.º | Deportivo Cervecería        | Potosí       | 2     | 0    | 19   |
| 105.º | Deportivo JUVA              | Potosí       | 1     | 0    | 18   |
| 106.º | Bata Quillacollo            | Cochabamba   | 2     | 0    | 18   |
| 107.º | Ferroviario Santa Cruz      | Santa Cruz   | 2     | 0    | 17   |
| 108.º | Independiente Unificada     | Potosí       | 3     | 0    | 17   |
| 109.º | ENTEL                       | Tarija       | 3     | 0    | 17   |
| 110.º | Iberoamericana              | La Paz       | 1     | 1    | 16   |
| 111.º | Deportivo Escara            | Oruro        | 3     | 0    | 16   |
| 112.º | Comercio Bermejo            | Tarija       | 2     | 0    | 15   |
| 113.º | El Tejar                    | La Paz       | 1     | 0    | 15   |
| 114.º | Cobija FC                   | Pando        | 6     | 0    | 14   |
| 115.º | Arauco Prado                | Cochabamba   | 2     | 0    | 14   |
| 116.º | Cala Cala                   | Cochabamba   | 3     | 0    | 14   |
| 117.º | Morro Municipal             | Chuquisaca   | 1     | 0    | 13   |
| 118.º | Libertad Santa Cruz         | Santa Cruz   | 4     | 0    | 13   |
| 119.º | Naval Mamoré                | Beni         | 2     | 0    | 11   |
| 120.º | Argentinos Juniors          | Santa Cruz   | 2     | 0    | 11   |
| 121.º | Germán Busch                | Beni         | 1     | 0    | 11   |
| 122.º | Miraflores                  | Pando        | 3     | 0    | 11   |
| 123.º | Moto Club                   | Pando        | 2     | 0    | 11   |
| 124.º | Sporting Coroico            | La Paz       | 1     | 0    | 11   |
| 125.º | Universidad Católica        | La Paz       | 1     | 0    | 10   |
| 126.º | El Torno FC                 | Santa Cruz   | 1     | 0    | 10   |
| 127.º | Atlético Warnes             | Santa Cruz   | 1     | 0    | 10   |
| 128.º | JV Mariscal El Alto         | La Paz       | 1     | 0    | 10   |
| 129.º | Luis Pavia Villazón         | Potosí       | 1     | 0    | 10   |
| 130.º | Litoral Cochabamba          | Cochabamba   | 2     | 0    | 9    |
| 131.º | Juventud Unida Yacuiba      | Tarija       | 1     | 0    | 9    |
| 132.º | Atlético La Joya            | Oruro        | 4     | 0    | 9    |
| 133.º | Huachacalla                 | Oruro        | 2     | 0    | 9    |
| 134.º | Unión Huayllamarca          | Oruro        | 1     | 0    | 9    |
| 135.º | Bolívar Beni                | Beni         | 2     | 0    | 8    |
| 136.º | Los Almendros Riberalta     | Beni         | 2     | 0    | 8    |
| 137.º | Oriente Agropecuario        | Pando        | 2     | 0    | 8    |
| 138.º | Ferroviario                 | La Paz       | 1     | 0    | 7    |
| 139.º | San Aurelio                 | Santa Cruz   | 1     | 0    | 7    |
| 140.º | San Pedro                   | Cochabamba   | 3     | 0    | 7    |
| 141.º | Atlético Marbán             | Beni         | 1     | 0    | 7    |
| 142.º | Virgen Chijipata            | La Paz       | 2     | 0    | 7    |
| 143.º | Petrolero Cochabamba        | Cochabamba   | 1     | 0    | 6    |
| 144.º | Mariscal Santa Cruz         | La Paz       | 1     | 0    | 6    |
| 145.º | Petrolero Tarija            | Tarija       | 2     | 0    | 6    |
| 146.º | Fortaleza Yacuiba           | Tarija       | 1     | 0    | 6    |
| 147.º | 23 de Marzo Llallagua       | Potosí       | 1     | 0    | 6    |
| 148.º | Sol Radiante Llallagua      | Potosí       | 1     | 0    | 6    |
| 149.º | ENAF                        | Oruro        | 2     | 0    | 5    |
| 150.º | Junín                       | Chuquisaca   | 2     | 0    | 5    |
| 151.º | Litoral Tarija              | Tarija       | 2     | 0    | 5    |
| 152.º | Huracán Trinidad            | Beni         | 2     | 0    | 5    |
| 153.º | Satélite Norte Warnes       | Santa Cruz   | 1     | 0    | 5    |
| 154.º | River 66 San Julián         | Santa Cruz   | 2     | 0    | 5    |
| 155.º | Municipal Pucarani          | La Paz       | 1     | 0    | 5    |
| 156.º | Ferroviario Oruro           | Oruro        | 2     | 0    | 4    |
| 157.º | Real Senac                  | Potosí       | 2     | 0    | 4    |
| 158.º | INTERFI                     | Potosí       | 1     | 0    | 4    |
| 159.º | SJ Gota de Oro Guayaramerín | Beni         | 1     | 0    | 4    |
| 160.º | Veracruz                    | Pando        | 1     | 0    | 4    |
| 161.º | 27 de Mayo                  | Pando        | 1     | 0    | 4    |
| 162.º | Municipal El Sena           | Pando        | 1     | 0    | 4    |
| 163.º | Pumas Chapacos              | Tarija       | 1     | 0    | 4    |
| 164.º | Ingenieros Trinidad         | Beni         | 1     | 0    | 3    |
| 165.º | Alianza Litoral             | Potosí       | 1     | 0    | 3    |
| 166.º | Real IPTK                   | Chuquisaca   | 1     | 0    | 3    |
| 167.º | Academia FC                 | Santa Cruz   | 1     | 0    | 3    |
| 168.º | Municipal Colcapirhua       | Cochabamba   | 1     | 0    | 3    |
| 169.º | Cooperativa Minera Poopó    | Oruro        | 1     | 0    | 3    |
| 170.º | Tránsito                    | Cochabamba   | 1     | 0    | 2    |
| 171.º | Florida                     | Santa Cruz   | 1     | 0    | 2    |
| 172.º | Grigotá                     | Santa Cruz   | 1     | 0    | 2    |
| 173.º | MAFAL                       | Oruro        | 1     | 0    | 2    |
| 174.º | Ferrocarril San Antonio     | Beni         | 1     | 0    | 2    |
| 175.º | Villa Real Sociedad         | Beni         | 1     | 0    | 2    |
| 176.º | Blooming Guayaramerín       | Beni         | 1     | 0    | 2    |
| 177.º | Real Mapajo                 | Pando        | 2     | 0    | 2    |
| 178.º | Félix Antequera             | Pando        | 1     | 0    | 2    |
| 179.º | Noroeste Santa Nelly        | Pando        | 1     | 0    | 2    |
| 180.º | Real Cochabamba             | Cochabamba   | 1     | 0    | 1    |
| 181.º | Emilio Alave                | Potosí       | 1     | 0    | 1    |
| 182.º | Municipalidad Porvenir      | Pando        | 1     | 0    | 1    |
| 183.º | Vendaval Porvenir           | Pando        | 1     | 0    | 1    |
| 184.º | América Villazón            | Potosí       | 1     | 0    | 1    |
| 185.º | Huracán Tupiza              | Potosí       | 1     | 0    | 1    |
| 186.º | Atlético la U de Padilla    | Chuquisaca   | 1     | 0    | 1    |
| 187.º | Karapanzas Tarabuco         | Chuquisaca   | 1     | 0    | 1    |
| 188.º | Huayna Potosí Palcoco       | La Paz       | 1     | 0    | 1    |
| 189.º | Israel University           | Cochabamba   | 1     | 0    | 0    |
| 190.º | Juve Sucrense               | Chuquisaca   | 1     | 0    | 0    |
| 191.º | Real Monteagudo             | Chuquisaca   | 2     | 0    | 0    |
| 192.º | Real Candúa Monteagudo      | Chuquisaca   | 1     | 0    | 0    |
| 193.º | Independiente Camargo       | Chuquisaca   | 1     | 0    | 0    |
| 194.º | Perequije                   | Beni         | 1     | 0    | 0    |
| 195.º | Deportivo Bor Guayaramerín  | Beni         | 1     | 0    | 0    |
| 196.º | Atlético San Borja          | Beni         | 1     | 0    | 0    |
| 197.º | Libertad Pando              | Pando        | 1     | 0    | 0    |
| 198.º | Paraíso                     | Pando        | 1     | 0    | 0    |
| 199.º | Porvenir                    | Pando        | 1     | 0    | 0    |
| 200.º | GAM Sica Sica               | La Paz       | 1     | 0    | 0    |
| 201.º | Deportivo Achocalla         | La Paz       | 1     | 0    | 0    |
| 202.º | AMDECAR Sorocachi           | Oruro        | 1     | 0    | 0    |
| 203.º | Municipal Challapata        | Oruro        | 1     | 0    | 0    |
| 204.º | San José Caracollo          | Oruro        | 1     | 0    | 0    |
| 205.º | Bolívar Antequera           | Oruro        | 1     | 0    | 0    |
| 206.º | Atlético Villazón           | Potosí       | 1     | 0    | 0    |

- Actualizado hasta 2024

## Estadísticas

### Entrenadores campeones

#### Por nacionalidad
| Países                               | Entrenadores        | Títulos |
| ------------------------------------ | ------------------- | ------- |
| Bolivia 22 entrenadores y 24 títulos | Raúl Vera           | 3       |
| Bolivia 22 entrenadores y 24 títulos | Wilfredo Camacho    | 1       |
| Bolivia 22 entrenadores y 24 títulos | Vidal Ibáñez        | 1       |
| Bolivia 22 entrenadores y 24 títulos | Jorge Araneda       | 1       |
| Bolivia 22 entrenadores y 24 títulos | Uber Acosta         | 1       |
| Bolivia 22 entrenadores y 24 títulos | Antonio Ortega      | 1       |
| Bolivia 22 entrenadores y 24 títulos | Fernando Salinas    | 1       |
| Bolivia 22 entrenadores y 24 títulos | Adolfo Flores       | 1       |
| Bolivia 22 entrenadores y 24 títulos | Abdul Aramayo       | 1       |
| Bolivia 22 entrenadores y 24 títulos | Ramiro Vargas       | 1       |
| Bolivia 22 entrenadores y 24 títulos | Félix Berdeja       | 1       |
| Bolivia 22 entrenadores y 24 títulos | David Avilés        | 1       |
| Bolivia 22 entrenadores y 24 títulos | Javier Vega         | 1       |
| Bolivia 22 entrenadores y 24 títulos | José Peña           | 1       |
| Bolivia 22 entrenadores y 24 títulos | Miguel Mercado      | 1       |
| Bolivia 22 entrenadores y 24 títulos | Federico Justiniano | 1       |
| Bolivia 22 entrenadores y 24 títulos | Humberto Viviani    | 1       |
| Bolivia 22 entrenadores y 24 títulos | Horacio Pacheco     | 1       |
| Bolivia 22 entrenadores y 24 títulos | Marcelo Claros      | 1       |
| Bolivia 22 entrenadores y 24 títulos | Carlos Hurtado      | 1       |
| Bolivia 22 entrenadores y 24 títulos | Eduardo Villegas    | 1       |
| Bolivia 22 entrenadores y 24 títulos | David Condori       | 1       |
| Argentina 5 entrenadores y 7 títulos | Ricardo Fontana     | 2       |
| Argentina 5 entrenadores y 7 títulos | Víctor Hugo Andrada | 2       |
| Argentina 5 entrenadores y 7 títulos | Claudio Martínez    | 1       |
| Argentina 5 entrenadores y 7 títulos | Gustavo Romanello   | 1       |
| Argentina 5 entrenadores y 7 títulos | Claudio Chacior     | 1       |
| México 1 entrenador y 2 títulos      | David de la Torre   | 2       |
| Brasil 1 entrenador y 1 título       | Antonio Batista     | 1       |
| Uruguay 1 entrenador y 1 título      | Walter Roque        | 1       |
| Paraguay 1 entrenador y 1 título     | Roberto Pérez       | 1       |

#### Por títulos
- Lista de técnicos con al menos 2 títulos.

| Entrenador          | Títulos | Temporadas       | Equipos                          |
| ------------------- | ------- | ---------------- | -------------------------------- |
| Raúl Vera           | 3       | 1989, 1991, 1992 | Enrique Happ                     |
| Ricardo Fontana     | 2       | 2002, 2007       | Aurora (1), Guabirá (1)          |
| Víctor Hugo Andrada | 2       | 2008, 2014/15    | Nacional Potosí (1), Ciclón (1)  |
| David de la Torre   | 2       | 2017, 2018       | Royal Pari (1), Always Ready (1) |